# Level Plains
Level Plains város az USA Alabama államában, Dale megyében. Lakosainak száma 1825 fő (2020. április 1.).

## Népesség
A település népességének változása:

| 2010 | 2 085 |
| 2020 | 1 825 |